# Tour de France 2004/13. Etappe
Die dreizehnte Etappe der Tour de France 2004 ging über 205,5 km von Lannemezan über den Col de Portet-d’Aspet und fünf weitere Berge hinauf zur zweiten Bergankunft auf dem Plateau de Beille.
Gleich nach dem Start kam es zu einem unruhigen Rennverlauf mit vielen Attacken, unter anderem von Richard Virenque. Jedoch wurden sie schnell wieder vom Feld unter Führung der US-Postal-Mannschaft gestellt.
Erst Jens Voigt und Sylvain Chavanel konnten einen stabilen Vorsprung auf das Hauptfeld herausfahren. Michael Rasmussen aus dem Rabobank-Team nahm alleine die Verfolgung auf, konnte jedoch erst nach einiger Zeit aufschließen. Nach 110 Kilometern an der Spitze konnte Sylvain Chavanel nicht mehr folgen und musste abreißen lassen.
Auf dem Anstieg zum Col d’Agnes gab es eine Attacke von Francisco Mancebo, die jedoch vom US-Postal-Team ohne Probleme vereitelt wurde.
Auf dem Schlussanstieg kam es zu einem Ausscheidungsfahren, dem Roberto Heras und Jan Ullrich zum Opfer fielen. Zunächst konnten Ivan Basso, Andreas Klöden, Francisco Mancebo und Georg Totschnig mit Armstrong mithalten. Nach einer Tempoverschärfung bildeten sich die Gruppen Armstrong/Basso an der Spitze, dahinter Georg Totschnig und die Gruppe Mancebo/Klöden. Armstrong konnte sich im direkten Sprint gegen Basso durchsetzen. Dritter wurde Georg Totschnig. Die Plätze vier und fünf erreichten Andreas Klöden und Francisco Mancebo. Jan Ullrich erreichte als sechster mit einem Rückstand weit über zwei Minuten das Ziel.
Thomas Voeckler konnte knapp sein Gelbes Trikot behaupten. Er hat jetzt nur noch einen Vorsprung von 22 Sekunden auf den zweitplatzierten Lance Armstrong.
Tyler Hamilton, der zu Beginn der Tour noch als Aspirant auf den Gesamtsieg gesehen wurde, musste das Rennen aufgeben und auch Iban Mayo verlor über eine Viertelstunde.

## Zwischensprints

### Zwischensprint 1 inOrgibet(77 km)
| Erster  | Sylvain Chavanel, 6 P. und 6 s  |
| Zweiter | Mickael Rasmussen, 4 P. und 4 s |
| Dritter | Jens Voigt, 2 P. und 2 s        |

### Zwischensprint 2 inOrnolac(182,5 km)
| Erster  | Jens Voigt, 6 P. und 6 s        |
| Zweiter | Mickael Rasmussen, 4 P. und 4 s |
| Dritter | Floyd Landis, 2 P. und 2 s      |

## Bergpreise

### Bergpreis 1
| Col des Ares, Kategorie 3 |                             |
| Erster                    | Sylvain Chavanel, 4 Punkte  |
| Zweiter                   | Jens Voigt, 3 Punkte        |
| Dritter                   | Mickael Rasmussen, 2 Punkte |
| Vierter                   | Benjamín Noval, 1 Punkt     |

### Bergpreis 2
| Col de Portet-d’Aspet, Kategorie 2 |                             |
| Erster                             | Sylvain Chavanel, 10 Punkte |
| Zweiter                            | Jens Voigt, 9 Punkte        |
| Dritter                            | Mickael Rasmussen, 8 Punkte |
| Vierter                            | Richard Virenque, 7 Punkte  |
| Fünfter                            | David Moncoutié, 6 Punkte   |
| Sechster                           | Manuel Beltrán, 5 Punkte    |

### Bergpreis 3
| Col de la Core, Kategorie 1 |                              |
| Erster                      | Sylvain Chavanel, 15 Punkte  |
| Zweiter                     | Mickael Rasmussen, 13 Punkte |
| Dritter                     | Jens Voigt, 11 Punkte        |
| Vierter                     | Richard Virenque, 9 Punkt    |
| Fünfter                     | Christophe Moreau, 8 Punkte  |
| Sechster                    | Francisco Mancebo, 7 Punkte  |
| Siebter                     | Laurant Dufaux, 6 Punkte     |
| Achter                      | Manuel Beltrán, 5 Punkte     |

### Bergpreis 4
| Col de Latrape, Kategorie 2 |                             |
| Erster                      | Sylvain Chavanel, 10 Punkte |
| Zweiter                     | Mickael Rasmussen, 9 Punkte |
| Dritter                     | Jens Voigt, 8 Punkte        |
| Vierter                     | Richard Virenque, 7 Punkt   |
| Fünfter                     | Paolo Bettini, 6 Punkte     |
| Sechster                    | Christphe Moreau, 5 Punkte  |

### Bergpreis 5
| Col d’Agnes, Kategorie 1 |                              |
| Erster                   | Mickael Rasmussen, 15 Punkte |
| Zweiter                  | Jens Voigt, 13 Punkte        |
| Dritter                  | Sylvain Chavanel, 11 Punkte  |
| Vierter                  | Richard Virenque, 9 Punkt    |
| Fünfter                  | Christophe Moreau, 8 Punkte  |
| Sechster                 | Francisco Mancebo, 7 Punkte  |
| Siebter                  | Floyd Landis, 6 Punkte       |
| Achter                   | Benjamín Noval, 5 Punkte     |

### Bergpreis 6
| Port de Lers, Kategorie 3 |                             |
| Erster                    | Mickael Rasmussen, 4 Punkte |
| Zweiter                   | Jens Voigt, 3 Punkte        |
| Dritter                   | Sylvain Chavanel, 2 Punkte  |
| Vierter                   | Richard Virenque, 1 Punkt   |

### Bergpreis 7
| Plateau de Beille, Kategorie HC |                              |
| Erster                          | Lance Armstrong, 40 Punkte   |
| Zweiter                         | Ivan Basso, 36 Punkte        |
| Dritter                         | Georg Totschnig, 32 Punkte   |
| Vierter                         | Andreas Klöden, 28 Punkte    |
| Fünfter                         | Francisco Mancebo, 24 Punkte |
| Sechster                        | Jan Ullrich, 20 Punkte       |
| Siebter                         | José Azevedo, 16 Punkte      |
| Achter                          | Christophe Moreau, 14 Punkte |
| Neunter                         | Pietro Caucchioli, 12 Punkte |
| Zehnter                         | Gilberto Simoni, 10 Punkte   |